# В'язень 762
«В'язень 762» (англ. Convict 762) — американський фантастичний бойовик.

## Сюжет
Команда космічного корабля дивом уникає загибелі в метеоритному дощі. Однак, корабель сильно пошкоджений і потребує дозаправки паливом. Капітан приймає рішення про стикування з космічною колонією для небезпечних злочинців. Вже на підльоті до планети стає ясно, що щось не так — колонія не відповідає на сигнали з корабля. Але це ще не все, в стінах в'язниці залишилося в живих лише дві особи, і кожен з них стверджує, що він охоронець колонії, а інший злочинець, який погубив всіх на планеті.

## У ролях
- Френк Загаріно — Віго
- Шеннон Стерджес — Найлі
- Міколь Вайт — Остін
- Тоні Фере — Рено
- Шае Д'Лін — Шерідан
- Чарлі Спредлінг — Гелен
- Мерл Кеннеді — Лінкольн
- Біллі Драго — Меннікс